# Allen Green
Allen Leldon Green (Hanceville, Alabama, 15 de febrero de 1938-Jackson, Misisipi, 14 de febrero de 2023) fue un jugador de fútbol americano profesional estadounidense que fue pateador de despeje y pateador en la Liga Nacional de Fútbol Americano (NFL) para los Dallas Cowboys. Jugó fútbol americano universitario en la Universidad de Misisipi.

## Primeros años
Green asistió a la escuela secundaria Hanceville antes de pasar a la Universidad de Misisipi. Jugó como centro, pero tuvo la oportunidad de comenzar a patear goles de campo en su último año.
El 26 de octubre de 1960, fue nombrado Lineman of the Week por Associated Press, luego de convertir su primer gol de campo en un juego oficial y contribuir a una controvertida victoria en el último segundo de la Universidad de Arkansas 10-7. Contra la Universidad Estatal de Luisiana, hizo otro último segundo gol de campo (41 yardas, el máximo de su carrera) para empatar el juego 6-6.
Green contribuyó a que el equipo terminara con un récord de 10 – 0 – 1, con la única mancha del empate 6-6 contra un equipo inferior de LSU (los Tigres terminaron 5-4-1 después de ganar 20 de 22 juegos en 1958 y 1959). También ganaron el Sugar Bowl de 1961, derrotando a la Universidad de Rice 14-6, el campeonato de la SEC y fueron reconocidos como campeones nacionales por la Football Writers Association of America.

## Carrera profesional

### New York Giants
Green fue seleccionado por los New York Giants en la octava ronda (109 en general) del Draft de la NFL de 1961 .
Green fue enviado a los Dallas Cowboys en un acuerdo de tres equipos el 5 de julio de 1961. Los Redskins adquirieron a Fred Dugan, al pateador John Aveni, al back defensivo Dave Whitsell y al ala ofensiva Jerry Daniels. Los New York Giants obtuvieron a los extremos ofensivos Joe Walton y Jim Podoley. Los Cowboys recibieron a Green y una selección de sexta ronda para el Draft de la NFL de 1962 que el equipo luego usó para reclutar a George Andrie.

### Dallas Cowboys
En 1961, Dave Sherer le dio las tareas de despeje. También fue el pateador titular hasta que Dick Bielski se hizo cargo de los últimos cinco juegos.
Green hizo un último segundo gol de campo en el partido inaugural de la temporada contra los Pittsburgh Steelers, para obtener la primera victoria de los Cowboys (27-24). El 29 de octubre, hizo otro gol de campo de desempate en los últimos minutos del partido contra los New York Giants para ganar 17-16.
El 27 de abril de 1962, fue cambiado a los Green Bay Packers en un acuerdo de tres equipos, con los Cowboys adquiriendo al profundo Dick Nolan y los New York Giants obteniendo una selección de draft de los Packers.

### Green Bay Packers
Green fue renunciado por los Green Bay Packers el 19 de agosto de 1964.

## Vida personal y muerte
Green murió a los 84 años el 14 de febrero de 2023 en Jackson, Misisipi, un día antes de su cumpleaños.